# Consiglio nazionale delle corporazioni
Il Consiglio nazionale delle corporazioni è stato un organo costituzionale del Regno d'Italia tra il 1930 ed il 1943.

## Storia
Il Consiglio nazionale delle corporazioni venne istituito con regi decreti 2 luglio 1926, n. 1131, e 14 luglio 1927, n. 1347.
Fu inaugurato il 22 aprile 1930 dopo che, con legge 20 marzo 1930, n. 206, erano state disciplinate l'organizzazione e le funzioni ed era divenuto organo costituzionale. Nel discorso tenuto in occasione della sua inaugurazione Benito Mussolini ebbe a dire che "il Consiglio nazionale delle corporazioni è, nell'economia italiana, quello che lo Stato Maggiore è negli Eserciti: il cervello pensante che prepara e coordina".
Fu riformato con legge 5 gennaio 1939, n. 10. A partire dallo stesso anno, con l'istituzione della Camera dei fasci e delle corporazioni, i suoi componenti furono membri di diritto della stessa.
Fu soppresso con regio decreto-legge 9 agosto 1943, n. 721.

## Struttura
Il Consiglio nazionale delle corporazioni era presieduto dal capo del Governo o, per sua delega, dal Ministro delle corporazioni; la presidenza di sezioni, sottosezioni e commissioni speciali permanenti poteva anche essere delegata ad un sottosegretario di Stato del Ministero delle corporazioni. Un direttore generale dello stesso ministero ne era segretario generale.
Il numero complessivo dei membri variò nel tempo, fino a superare i cinquecento. Ne facevano parte:
- i presidenti delle organizzazioni sindacali e imprenditoriali fasciste e rappresentanti designati dalle medesime;
- ministri, sottosegretari di Stato e direttori generali dei ministeri economici e sociali;
- il Segretario e altri gerarchi del Partito Nazionale Fascista;
- i presidenti di alcune associazioni ed opere nazionali (quali l'Opera Nazionale del Dopolavoro e l'Associazione Nazionale Combattenti);
- esperti in organizzazione sindacale fascista, diritto ed economia corporativa ed altre discipline interessanti unicamente la produzione, commercio e profitto, designati dal Ministro delle corporazioni.

Il Consiglio si articolava in:
- sette  sezioni (professioni libere ed arti, industria ed artigianato, agricoltura, commercio, comunicazioni interne, trasporti marittimi ed aerei, credito e assicurazione), alcune delle quali articolate in sottosezioni;
- commissioni speciali permanenti, costituite per la trattazione di singole materie di carattere generale e di ordine prevalentemente tecnico;
- il Comitato corporativo centrale, dove sedevano i soli presidenti delle confederazioni sindacali ed imprenditoriali, oltre agli esponenti del governo e del partito, con il compito di coordinare l'attività del Consiglio, assumere deliberazioni d'urgenza in luogo dell'Assemblea generale nell'intervallo tra le sue sedute e dare pareri riguardo agli orientamenti politici dell'azione sindacale;
- l'Assemblea generale, competente a deliberare sulle questioni interessanti l'intero ordinamento sindacale e corporativo dello Stato, ferma restando la possibilità di sottoporre alla stessa le questioni su cui si erano già pronunciate le sezioni o sottosezioni.

## Funzioni
Il Consiglio nazionale delle corporazioni poteva formulare pareri su qualsiasi questione interessasse la produzione nazionale e, in particolare, su una serie di materie comprendenti:
- l'attuazione ed integrazione dei principi contenuti nella Carta del lavoro di Fiuggi;
- le proposte di legge riguardanti la disciplina della produzione e del lavoro;
- l'inquadramento sindacale delle varie categorie;
- il riconoscimento delle associazioni sindacali e la loro attività di tutela degli interessi di categoria ed assistenziale.

Le associazioni sindacali di categoria potevano richiedere al Consiglio nazionale delle corporazioni, riunito in assemblea generale, la facoltà di determinare le tariffe per le prestazioni professionali dei propri rappresentati e di emanare regolamenti professionali con carattere obbligatorio per tutti gli appartenenti alla categoria.
Spettava inoltre al Consiglio nazionale delle corporazioni:
- su richiesta del capo del Governo, la formazione di norme per il coordinamento dell'attività assistenziale, delle discipline dei rapporti di lavoro stabilite con contratti collettivi e di ogni altra attività normativa delle corporazioni;
- su richiesta delle associazioni sindacali, la formazione di norme per la regolamentazione dei rapporti economici collettivi fra le categorie rappresentate e la ratifica di accordi conclusi tra le stesse per tali finalità.

In pratica, il Consiglio nazionale delle corporazioni ebbe sempre un ruolo piuttosto marginale e, a partire dal 1934, finì per essere soppiantato dal meno pletorico Comitato corporativo centrale, operante al suo interno.